# 华东师范大学地球科学学部
地球科学学部是华东师范大学的一个学部。2014年由原资源环境科学学院重组而来。下设地理科学学院，城市与区域科学学院，生态与环境科学学院，河口海岸科学研究院。

## 历史
1951年，华东师范大学组建了中华人民共和国成立后的第一个高校地理系。1952年院系调整时，浙江大学地理系整体并入，由时任浙江大学地理系主任李春芬教授任华东师大地理系系主任，华东师大地理系成为当时中国地理学最重要的研究基地之一。
1993年原地理学系、环境科学系、河口海岸研究所、西欧北美地理研究所、人口研究所和长江流域发展研究院合并组建资源环境科学学院。2014年华东师范大学决定撤销资源与环境科学学院建制，在其基础上建立地球科学学部。

## 学院

### 地理科学学院
前身地理系成立于1951年，2014年3月更名为地理科学学院，是中国最早具有地理学一级学科博士点授予权的单位，是中国首批博士后流动站建站单位。

### 生态与环境科学学院
学院由创建于1978年的环境科学研究所发展而来，1986年在其基础上成立了环境科学系，2014年组建生态与环境科学学院。学院学科整体水平在2012年度学科评估中位列中国第三。学院建设有浙江天童森林生态系统国家野外科学观测研究站和上海市城市化生态过程与生态恢复重点实验室两个重点研究基地，并设有国际城市研究领域顶尖杂志（SCI和SSCI双检索）《Landscape and Urban Planning》编辑部。

### 城市与区域科学学院
前身是原城市与区域经济系。学院在安徽黄山古村落建设了人文地理学实习基地，并与美国马里兰大学、北京师范大学等合作开展了在苏州市和上海的联合实习。